# Louise Engen

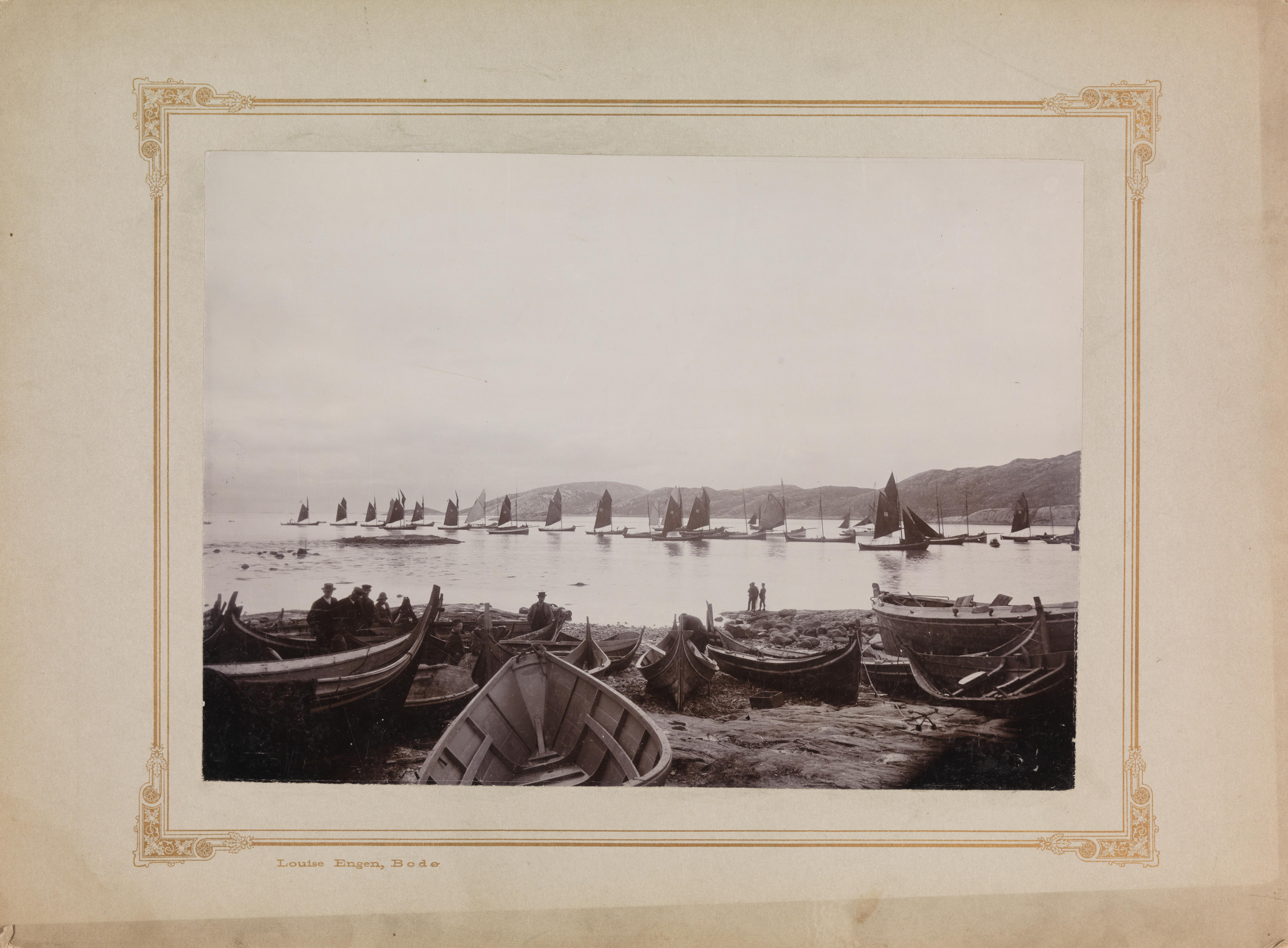
Město Bodø, asi 1895

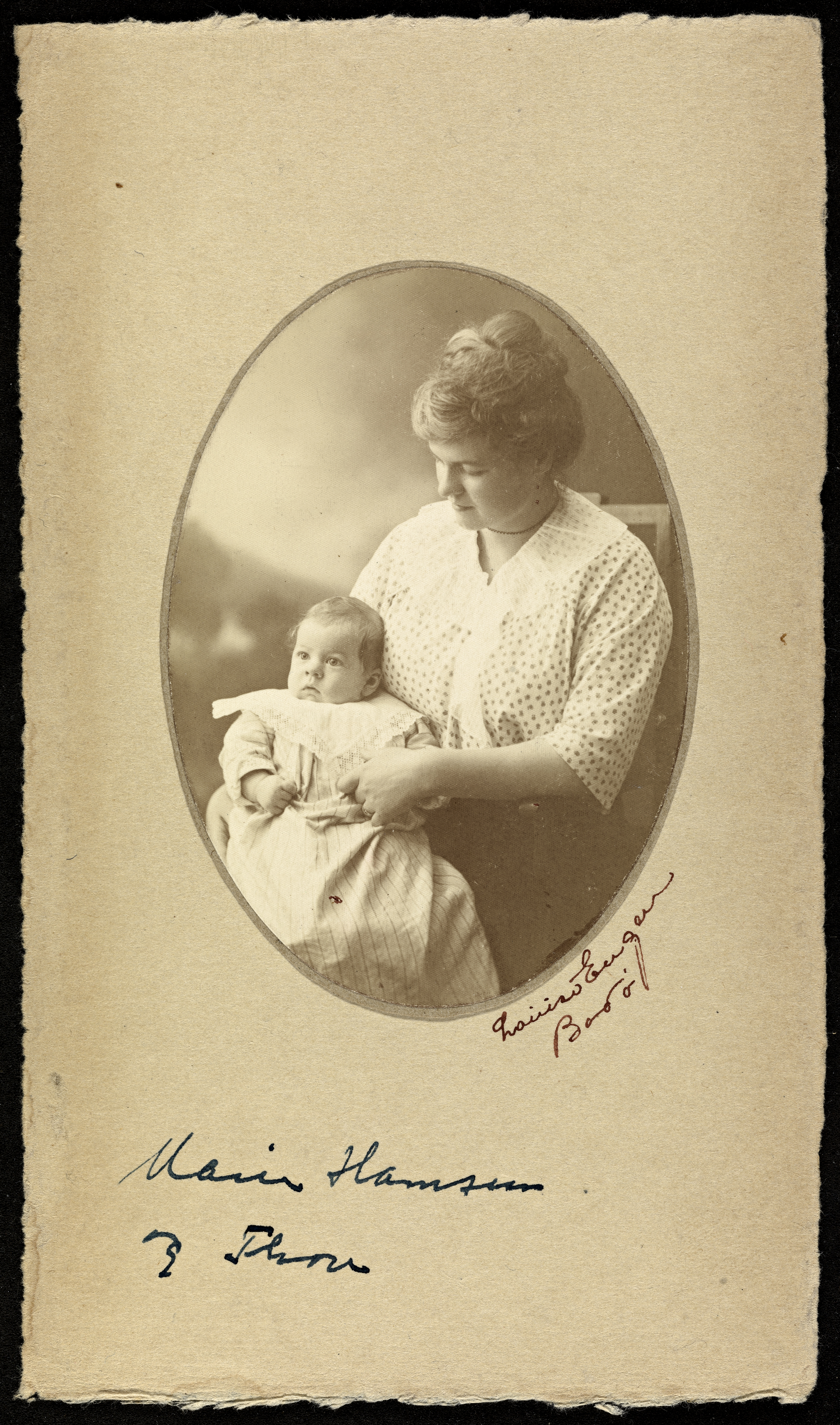
Portrét Marie Hamsun se svým synem Mikem na klíně, asi 1913

Martine Louise Engen (31. května 1873, Jensvold v Bodin – 4. února 1947, Trondheim, Norsko) byla norská fotografka, feministka a politička.

## Životopis
Louise Engen byla dcerou kapitána Petera Johannessena Engena (* 1840) a Marie Sophie Margarini (* 1845). Vyrostla na Jensvold v Bodinu spolu se svými sourozenci, z nichž mnozí byli také fotografové. Kromě její sestry Elisabeth Marie, se kterou provozovala studio, působili jako fotografové také bratři Arnt a Simon Petter. Arnt měl fotografický obchod v Trondheimu, a provozoval jej během celé války a ještě několik let, až do své smrti v roce 1947. Louise Engen byla svobodná a nezanechala po sobě žádné děti.
Učila se u Daniela Georga Nyblina v Christianii, navštěvovala kurzy a ve Stockholmu a studovala v Anglii a Spojených státech.
V roce 1893 začala vést svůj vlastní obchod na adrese Storgata 46 v Bodø spolu se svou sestrou Elisabethou Marií, která se také učila v Nyblinu. Další sestra, Anna, pomáhala ve firmě svého bratra na hlavní ulici, kde prodávala korespondenční lístky a fotografické produkty.

### Fotografka
Od roku 1920 v ateliéru Engensové také několik let pracovala Josefine Hofman z Arjeplogu.
Engen se v roce 1914 stala členkou společnosti Nordland Fotolaug a několik období zastávala důvěryhodné pozice. Několikrát byla parlamentní kandidátkou, ale nikdy nebyla zvolena. Deset období byla členkou městské rady v Bodø, v předsednictví a ve školské radě, v radě pro veřejné mínění od roku 1922. V městské radě byla zvolena z levice a zastupovala stranu Avholdspartiet.
V roce 1918 byla jednou ze zakladatelek Rady žen v Bodø a byla předsedkyní 16 let. Byla vyslankyní zasedání Mezinárodní rady žen ve Washingtonu a Londýně v letech 1925 a 1929, předsedkyně Výboru pro sirotčince v roce 1918. Členka správní rady a byla zvláště znepokojena abstinencí, mírem a záležitostmi žen.
Její fotografická studia byla zničena během bombardování Bødø 27. května 1940, zničeno bylo také všechno fotografické vybavení. Po celou dobu války Žila v Trondheimu a od roku 1945 nebyla aktivní fotografkou. Její soukromá fotosbírka, pozitivy rodinného charakteru, byla zachována, část jejích fotografií vlastní Nordlandsmuseet a národní Knihovna.

## Galerie

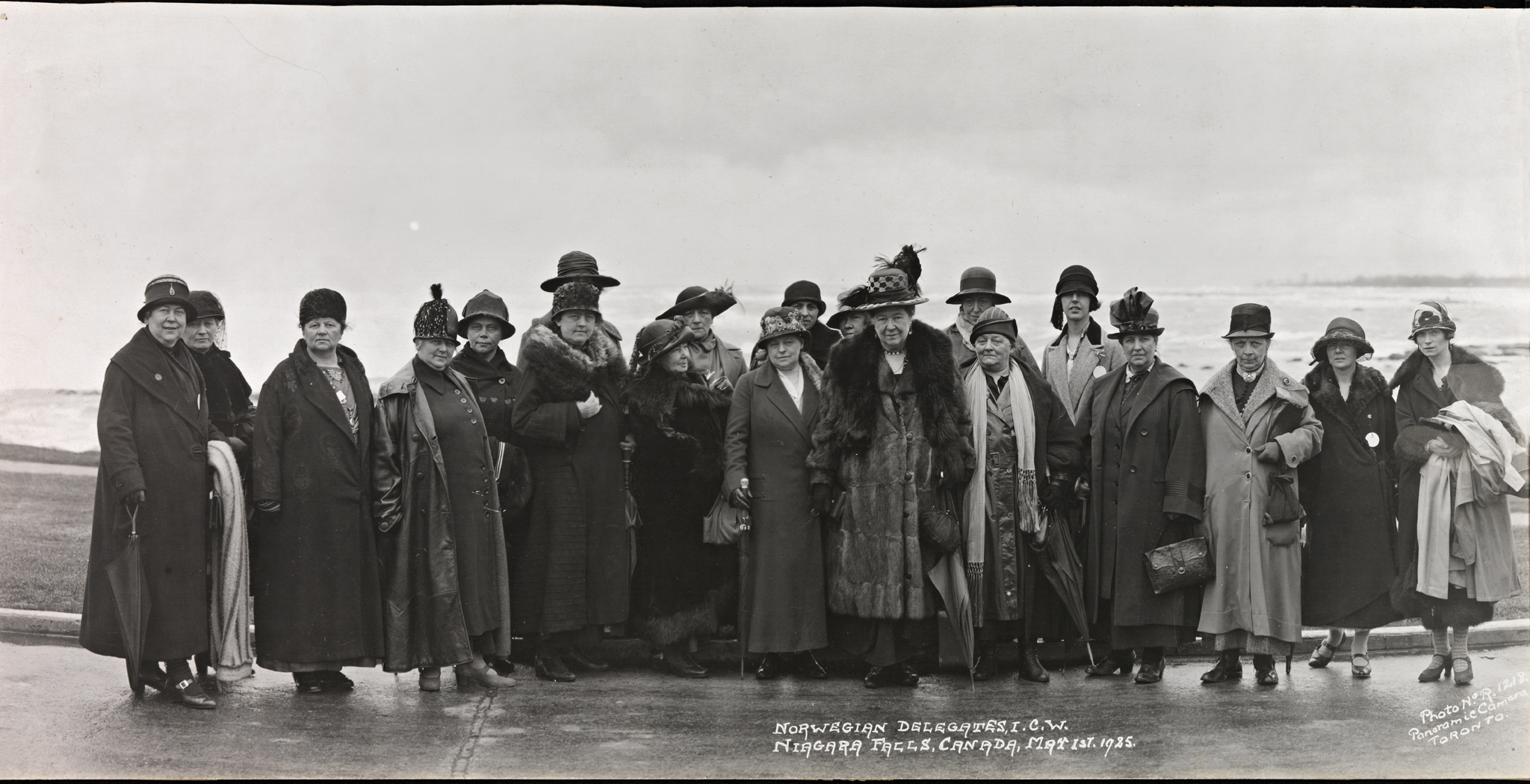
Norští delegáti Mezinárodní Rady žen na zasedání ve Washingtonu, 4.–14. května 1925. Louise stojí zhruba uprostřed obrazu s kloboukem bøttehatt na hlavě. Před ní šikmo vpravo od ní stojí Betzy Kjelsberg.
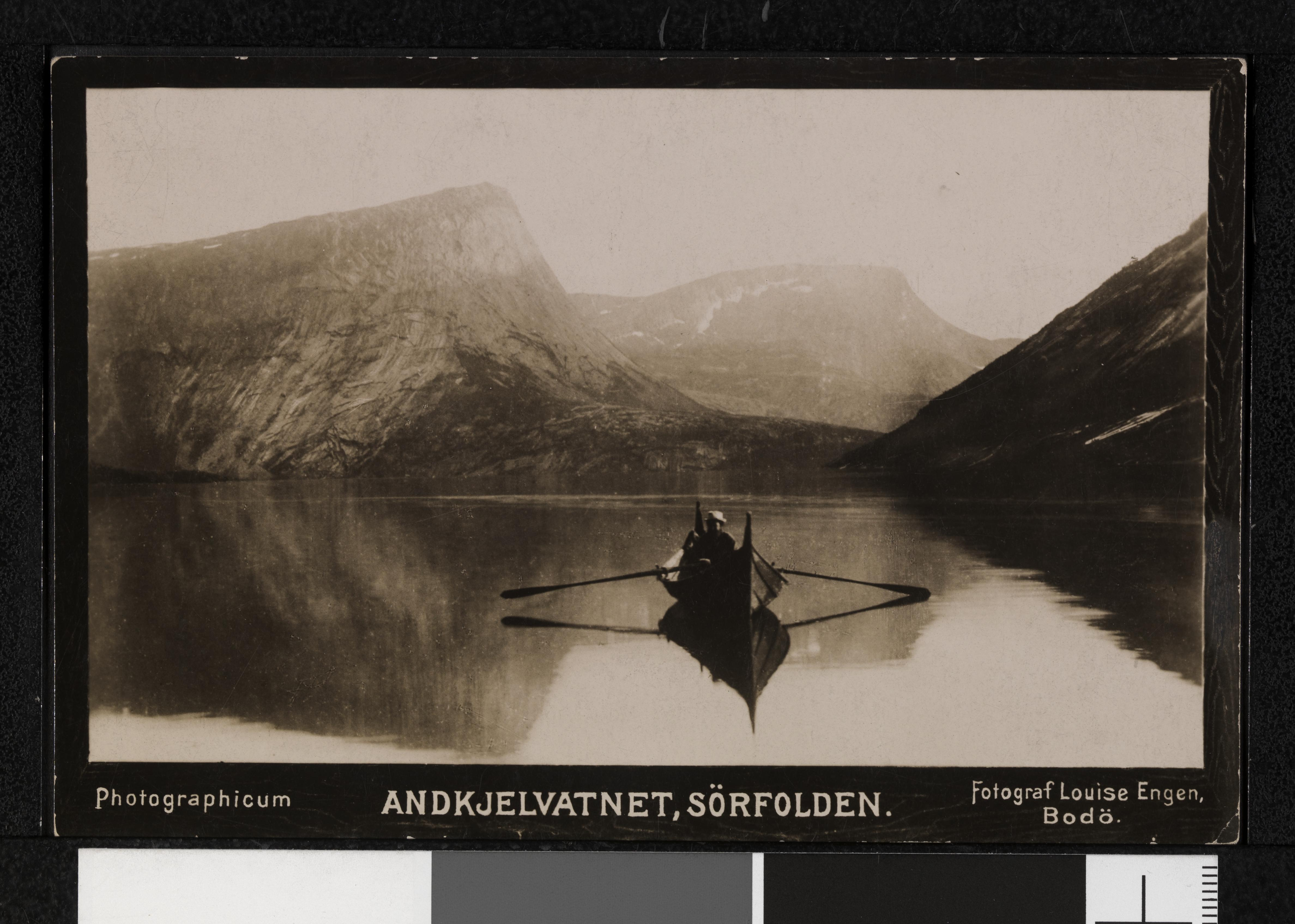
Andkjelvatnet, Sörfolden
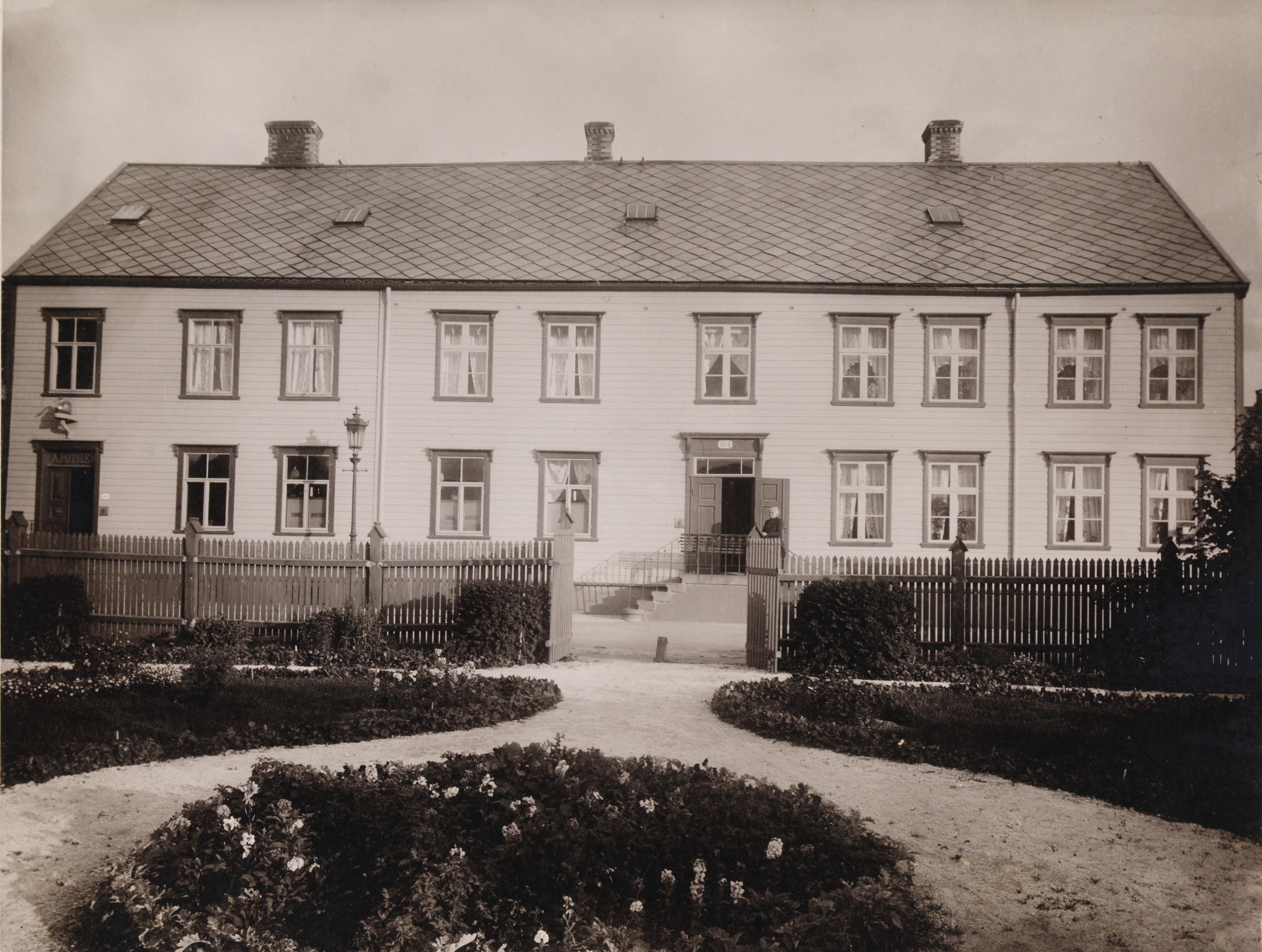
Lékárna, Bodø
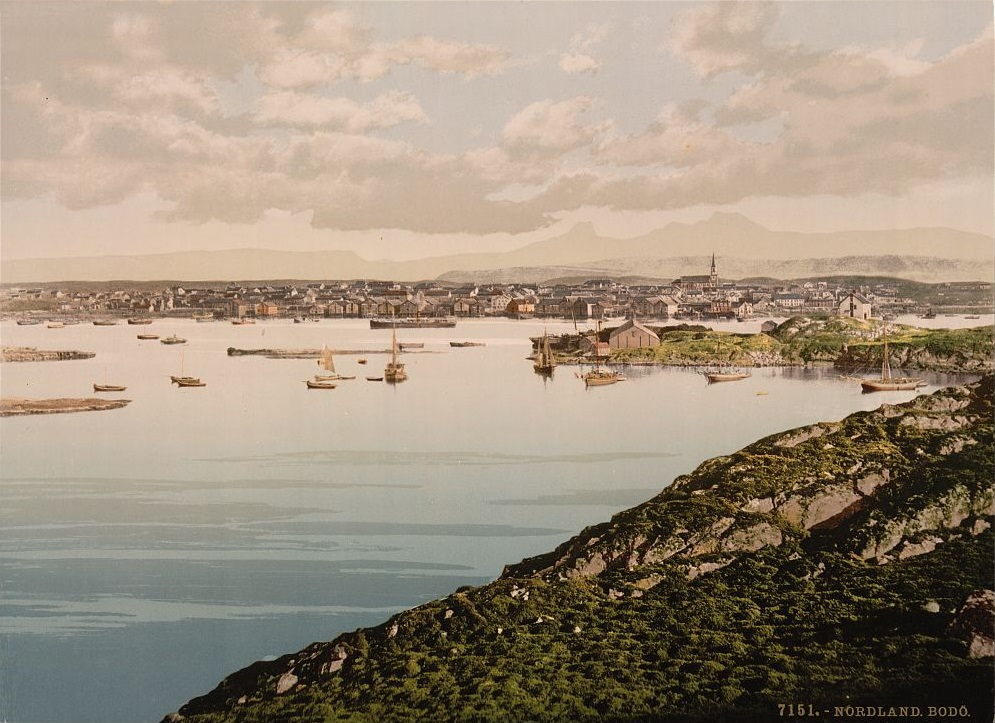
Bodø, 1890
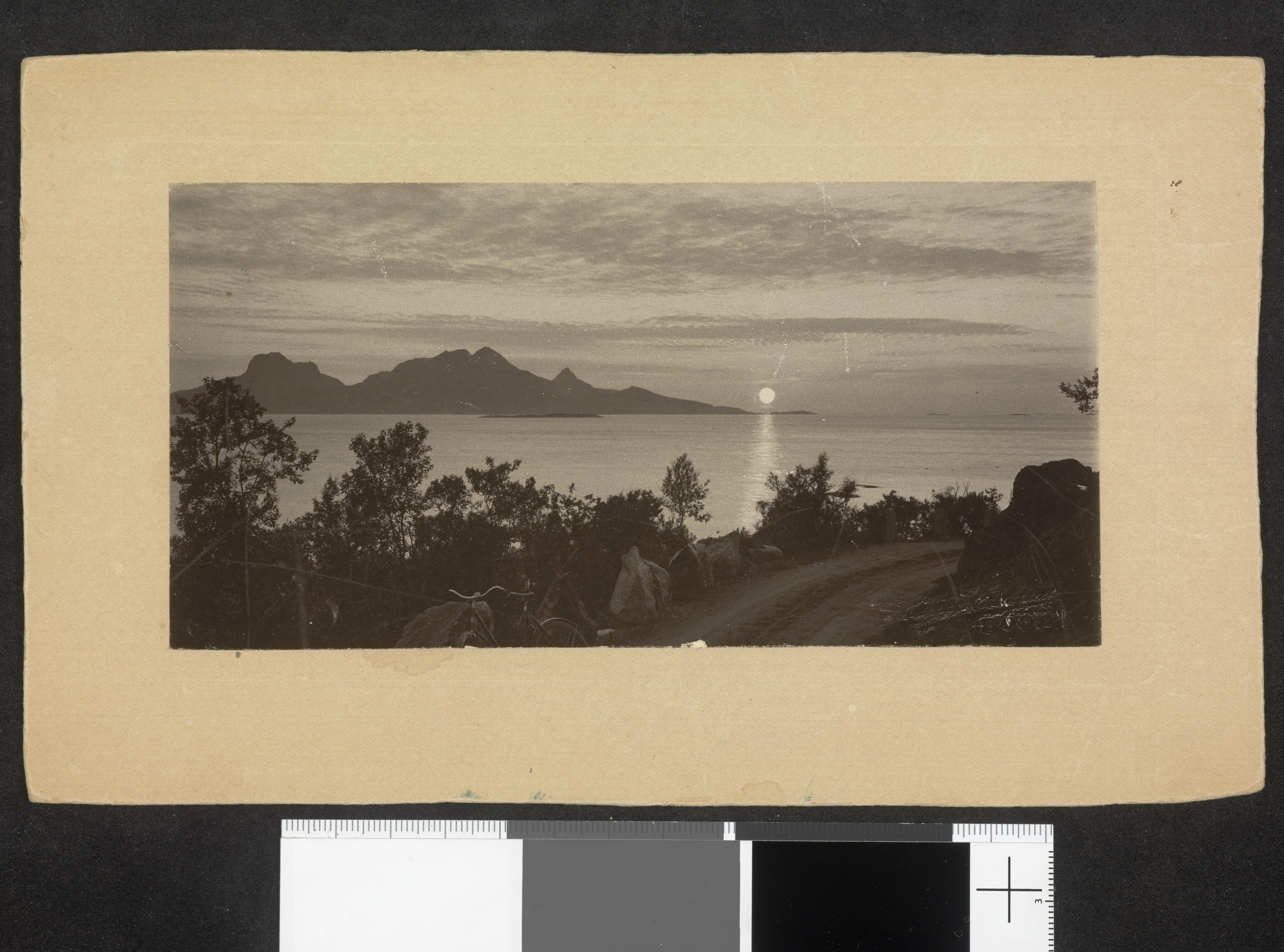
Landegode, Vestfjorden
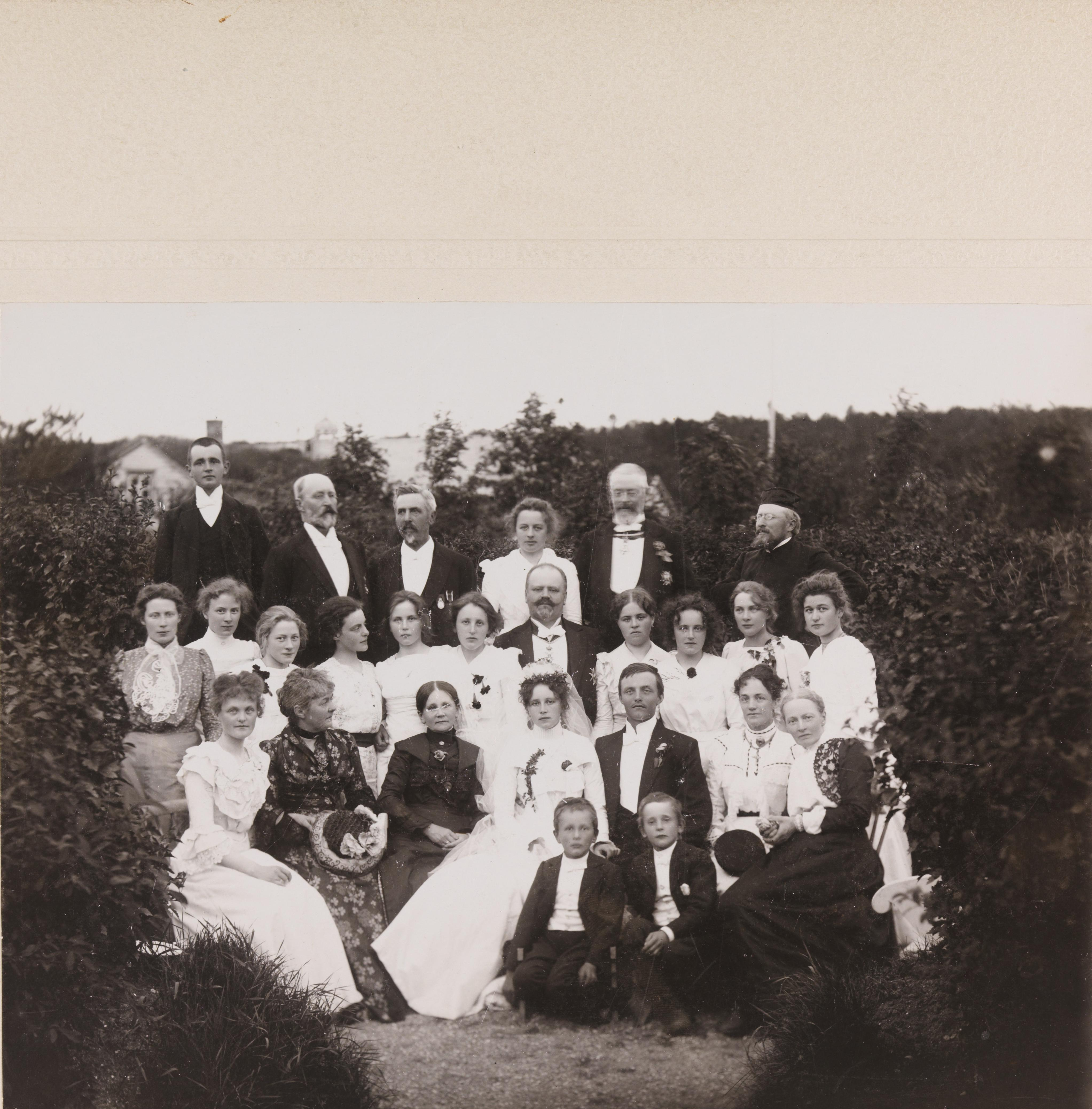
Na zahradě v zemědělské škole v Bodinu. Svatbu měli: Gudrun Nissen a Nils Ankers, 28. 7. 1902